# Jan Hooks
Janet Vivian Hooks (Decatur, Georgia, 23 de abril de 1957 − Nueva York, 9 de octubre de 2014) fue una actriz y comediante estadounidense, conocida por su trabajo en Saturday Night Live (SNL), donde fue miembro permanente del reparto desde 1986 hasta 1991, y siguió haciendo apariciones especiales allí hasta 1994. Sus trabajos posteriores incluyeron una participación regular en las dos temporadas finales de Designing Women, un papel recurrente en 3rd Rock from the Sun y una serie de otros papeles en cine y televisión, incluido en el programa de la NBC, 30 Rock, y en Los Simpson.

## Primeros años
Hooks nació y creció en Decatur, Georgia, donde asistió a la Escuela Primaria Canby Lane y a la Escuela Secundaria Towers. En 1974, se mudó a Fort Myers, Florida, para su tercer año cuando su padre, un empleado de Sears, fue transferido. En este punto, Hooks asistía a la Escuela Secundaria Cypress Lake e hizo su debut en el escenario en una obra de teatro de la secundaria y se graduó en 1975. Asistió a Edison State College, donde se especializó en teatro, pero optó por irse antes de terminar, para seguir actuando a tiempo completo.

## Carrera
Comenzó su carrera como integrante del grupo de comedia The Groundlings. 
Entre 1978 y 1979, hizo apariciones estelares en Tush (programa de televisión también conocido como El show de Bill Tush), en el canal televisivo WTCG de Ted Turner, que se convirtió ulteriormente en TBS. Más tarde comenzó a adquirir fama en la serie de comedia de HBO Not Necessarily the News a principios de la década de 1980. También apareció como estrella invitada en Comedy Tonight with Mack and Jamie a mediados de la década.
Fue considerada para formar parte de SNL en 1985, pero los productores del programa eligieron a Joan Cusack en su lugar. Luego de que la temporada 1985-86 del programa fuera un desastre de audiencia, el productor, Lorne Michaels, le ofreció un contrato en 1986, junto con los nuevos integrantes Dana Carvey, Phil Hartman, entre otros, quienes ayudaron a reposicionar al programa como uno de los más vistos a nivel nacional. Entre sus personajes se encuentra Candy Sweeney, de "Las hermanas Sweeney". Realizó notables imitaciones de Bette Davis, Ann-Margret, Betty Ford, Nancy Reagan, Sinéad O'Connor, Drew Barrymore, Jodie Foster, Tammy Faye Bakker, Kathie Lee Gifford, Kitty Dukakis, Diane Sawyer y Hillary Clinton. Sus cinco años en Saturday Night Live fueron un desafío, pues sufría de fobia a las cámaras.
Afectada por el estrés de realizar un programa en vivo, Hooks abandonó SNL en 1991, luego de ser contratada por Linda Bloodworth-Thomason para reemplazar a Jean Smart en la comedia de la CBS Designing Women. Hooks interpretó el papel de Carlene Dobber para las dos temporadas finales de la serie. Ella continuó haciendo apariciones puntuales en SNL hasta 1994, generalmente interpretando a Hillary Clinton.
Según un artículo de Grantland de 2014 sobre su carrera y muerte, la combinación de ansiedad de Hooks sobre la actuación y su enfoque generalmente relajado para buscar trabajo la llevaron a rechazar a menudo audiciones prestigiosas y papeles de actuación lucrativos. Tina Fey comentó después de su muerte que le enojaba que Hooks no haya tenido una carrera más exitosa (Fey comparó a Hooks con Rob Schneider al notar que Hooks era una estrella más grande que él en SNL y que al menos debería haber tenido su nivel de éxito) pero otra amiga sostuvo que a Hooks no se le cerraron las puertas en la cara y que a menudo no hacía ningún esfuerzo por buscar trabajo. Apareció en varias películas, trabajó como actriz de voz en Los Simpson como Manjula Nahasapeemapetilon, interpretó a Dixie Glick en la serie Primetime Glick y en la película Jiminy Glick in Lalawood y desempeñó el papel de Vicki Dubcek en 3rd Rock from the Sun. Apareció como estrella invitada en la serie animada Futurama, en el episodio Bendless Love, como la voz de una robot llamada Angleyne. También tuvo una memorable participación en La gran aventura de Pee-Wee como la guía en el Álamo.
Tenía un cameo en la película de 1992 Batman Returns como Jen, la asesora de imagen del Pingüino durante su campaña para ser el alcalde de Gotham City.

## Fallecimiento
Hooks falleció de cáncer en Nueva York el 9 de octubre de 2014, a la edad de 57 años. En uno de los episodios de la vigesimosexta temporada de Los Simpson, al final de los créditos y antes de Gracie Films y 20th Century Fox, se le puede ver una foto de Manjula (personaje de Jan en Los Simpson) y debajo diciendo "En memoria de Jan Hooks".

## Filmografía

### Cine
| Año  | Película                    | Rol               |
| ---- | --------------------------- | ----------------- |
| 1985 | La gran aventura de Pee-Wee | Tina              |
| 1986 | Gatos salvajes              | Stephanie Needham |
| 1987 | Funland                     | Shelly Willingham |
| 1992 | Batman vuelve               | Jen               |
| 1993 | Los Caraconos               | Gladys Johnson    |
| 1993 | Una mujer peligrosa         | Maquilladora      |
| 1998 | El inolvidable Simon Birch  | Miss Leavey       |
| 2004 | Jiminy Glick in Lalawood    | Dixie Glick       |

### Televisión
| Año       | Serie                      | Rol                        | Notas                                              |
| --------- | -------------------------- | -------------------------- | -------------------------------------------------- |
| 1980      | The Bill Tush Show         | Varios personajes          |                                                    |
| 1983      | Prime Times                | Varios personajes          | Especial de TV                                     |
| 1983      | The 1/2 Hour Comedy Hour   | Varios personajes          |                                                    |
| 1983–1984 | Not Necessarily the News   | Varios personajes          | Apareció en 24 episodios                           |
| 1984      | The Joe Piscopo Special    | Varios personajes          | Especial de TV                                     |
| 1985      | That Was The Week That Was | Varios personajes          | Especial de TV                                     |
| 1985      | Comedy Break               | Varios personajes          |                                                    |
| 1986–1994 | Saturday Night Live        | Varios personajes          | Apareció en 102 episodios                          |
| 1989      | Divorciados                | Suzanne                    | Episodio 2.4: "John's Blind Date"                  |
| 1991–1993 | Chicas con clase           | Carlene Frazier Dobber     | Apareció en 45 episodios                           |
| 1992      | Frosty Returns             | Lil DeCarlo                | Voz Especial de TV                                 |
| 1994      | The Martin Short Show      | Meg Harper Short           |                                                    |
| 1996      | The Dana Carvey Show       | Kathie Lee Gifford         | Episodio 1.4: "The Diet Mug Root Beer Dana Carvey" |
| 1996–2000 | Cosas de marcianos         | Vicki Dubcek               | Apareció en 16 episodios                           |
| 1997      | Hiller and Diller          | Kate                       | Apareció en dos episodios                          |
| 1997–2002 | Los Simpson                | Manjula Nahasapeemapetilon | Voz 6 episodios                                    |
| 2001      | Providence                 | Doreen Dunfey              | Episodio 3.10: "The Gun"                           |
| 2001      | Futurama                   | Anglelyne                  | Voz Episodio 3.6: "Bendless Love"                  |
| 2001–2003 | Primetime Glick            | Dixie Glick                |                                                    |
| 2004      | Game Over                  | Nadine                     |                                                    |
| 2010      | 30 Rock                    | Verna Maroney              | Episodio 4.12: "Verna" y Episodio 4.20: "The Moms" |
| 2014      | The Cleveland Show         | Sra. Kellogg               | Voz Episodio: "Sr. y Sra. Brown" (aparición final) |